# Złotów (Basse-Silésie)
Pour l’article homonyme, voir Złotów.
Złotów est une localité polonaise de la gmina de Zawonia, située dans le powiat de Trzebnica en voïvodie de Basse-Silésie.